# Ängeskär (nordväst om Högsåra, Kimitoön)
Ängeskär är en ö i Finland. Den ligger i Skärgårdshavet och i kommunen Kimitoön i den ekonomiska regionen  Åboland i landskapet Egentliga Finland, i den sydvästra delen av landet. Ön ligger omkring 50 kilometer söder om Åbo och omkring 150 kilometer väster om Helsingfors.
Öns area är 12,9 hektar och dess största längd är 0,6 kilometer i sydöst-nordvästlig riktning. Ön höjer sig omkring 15 meter över havsytan.